# Gällivareverken

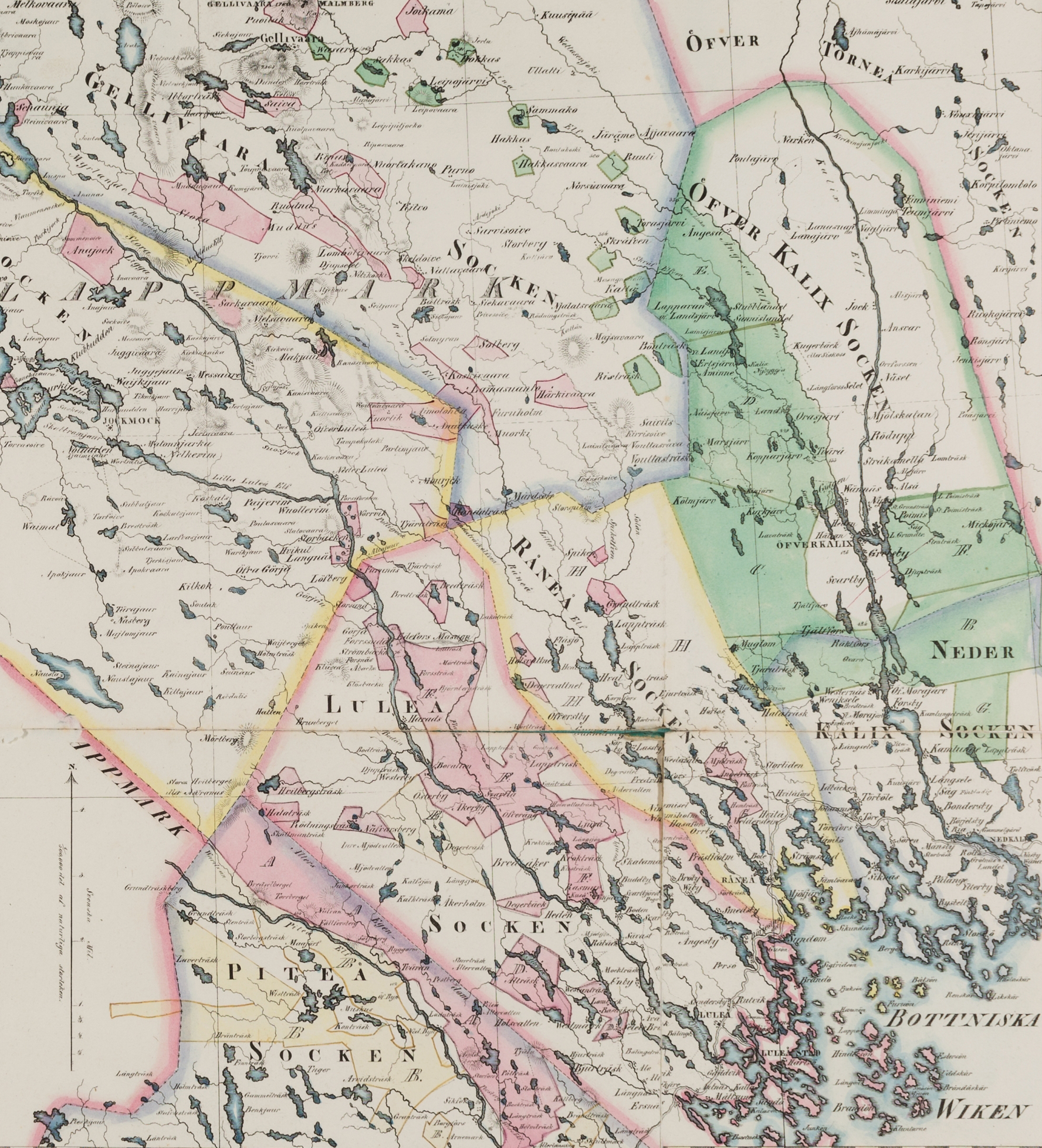
Karta över Gällivareverkens egendomar i östra delen av Norrbottens län, ritad av bergstjänstemannen Franz von Scheele 1828.

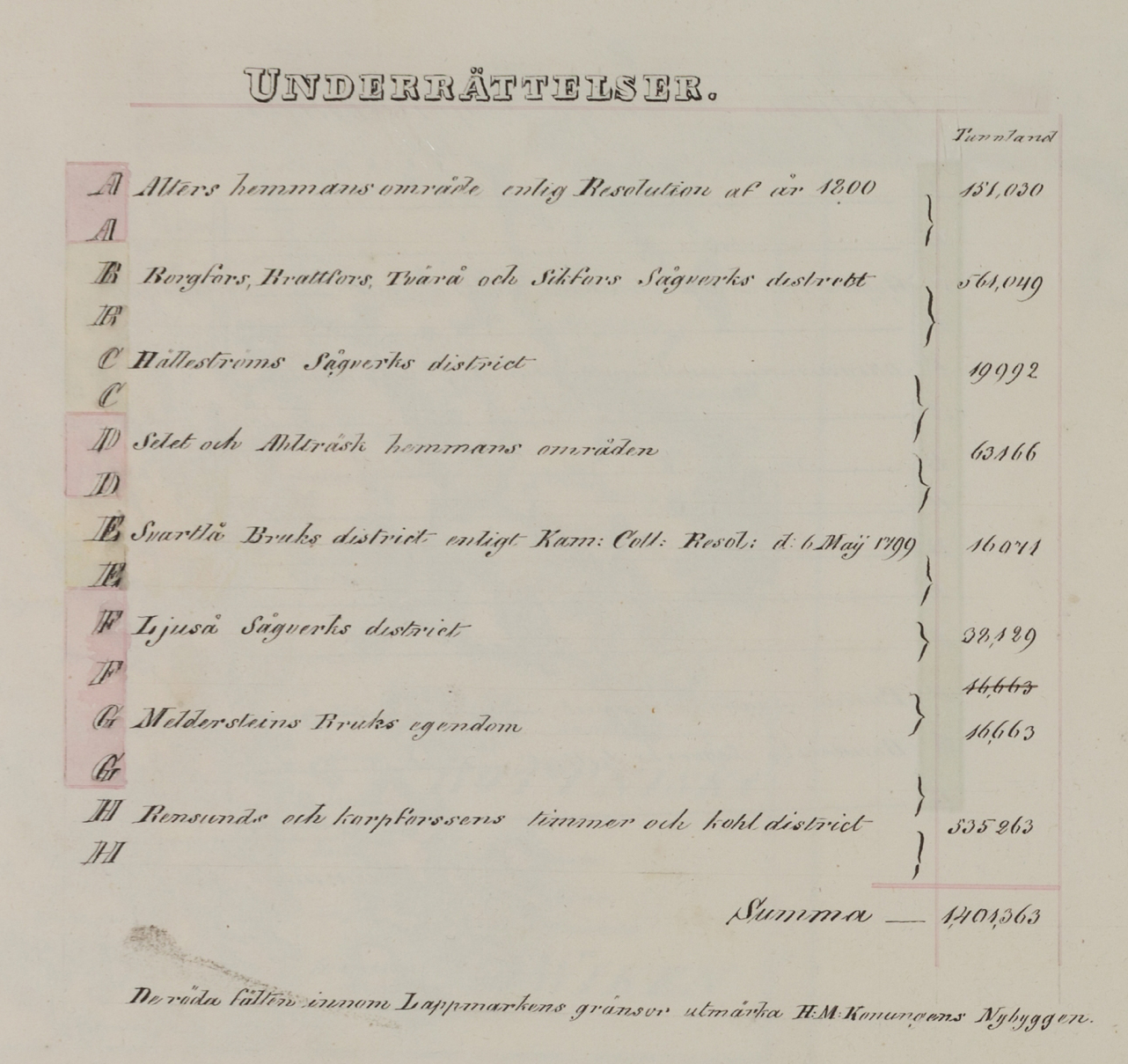
Teckenförklaring till kartan över Gällivareverkens egendomar 1828.

Gällivareverken var ett industrikomplex i Norrbottens län som under olika former existerade 1740–1895. Där ingick järnmalmsfyndigheter i Gällivare malmberg, en mängd olika järnbruk med tillhörande rekognitionsskogar samt sågverk med stockfångstskogar. Det äldsta av Gällivareverken var Meldersteins bruk, som grundades av Jonas Meldercreutz, Abraham Steinholtz och Carl Thingvall på 1740-talet för att förädla Malmbergets järnmalm. Sedan Melderstein 1799 förvärvats av bergsrådet Samuel Gustaf Hermelin tillfördes bolaget ytterligare verksamheter tillsammans med stora skogsområden i anslutning till flottlederna Råneälven, Luleälven, Alterälven och Piteälven. Även de nya bruken förädlade i första hand malm från Gällivare, men eftersom denna var relativt dyr inköptes malm även söderifrån, från gruvorna på Utö och i Herräng.
På 1820-talet förvärvades hela brukskomplexet av Karl XIV Johan, som under 1830- och 1840-talen satsade alltmer på sågverksindustrin. År 1855 såldes Gällivareverken till ett svensk-norskt konsortium. År 1864 övergick ägandet till det nybildade engelska bolaget The Gellivara Company Limited. Det var under denna tid som byggandet av den så kallade Engelska kanalen i Luleälven inleddes för att underlätta malmtransporterna. Projektet avstannade emellertid när bolaget gick i konkurs 1867. Det efterträddes av The New Gellivara Company Limited, som i sin tur trädde i likvidation 1882. De norrbottniska tillgångarna övertogs samma år av ett nybildat svenskt bolag, Gällivare Aktiebolag.

## Odlingsdistrikten
För att upprätta den infrastruktur som behövdes för malmtransporter med mera fick Jonas Meldercreutz 1763 företrädesrätt på att ta upp nybyggen i hela området mellan Kalix och Lule älvar, från Meldersteins bruk till tre mil norr om Malmberget, omkring 150 kvadratmil. Detta blev det så kallade meldercreutzska odlingsdistriktet. I och med Hermelins förvärv 1799 tillfördes bolaget ytterligare ett odlingsdistrikt, ett 25 kvadratmil stort område mellan Pite älv och gränsen till Luleå socken, som Georg Wilhelm Palmstruch hade beviljats 1757 och fått bekräftat 1775. Det var det så kallade palmstruchska odlingsdistriktet. Samtidigt tillfördes bolaget Piteå stora nybygge, omfattande Alterälvens dalgång.

## Ingående verksamheter 1855
Vid försäljningen 1855 bestod Gällivareverken av följande enheter, fördelade på tre lotter:

### Piteådistrikt, lott nr 1
- Borgfors sågverk med fyra sågramar och avverkningsrätter på drygt 230 000 hektar kronoskog.
- Alters bruk och sågverk. Vid bruket fanns en stångjärnshammare med en årlig produktion på omkring 153 ton stångjärn. Sågverket hade två sågramar.
- Hälleströms sågverk med två sågramar.
- Tio fyndigheter i Gällivare malmberg.
- Lottens totala areal var drygt 2 500 km2.

### Luleådistrikt, lott nr 2
- Selets bruk och sågverk. Vid bruket fanns en stångjärnshammare, två härdar, spikhammare, knipphammare, masugn och tullmjölkvarn. Stångjärnsproduktionen uppgick årligen till omkring 170 ton. Under bruket fanns ett stort antal frälsehemman och några torp.
- Hedenfors sågverk med fyra sågramar. Till verket hörde flera hemman med timmerfångst.
- Ljuså sågverk, som visserligen var nedlagt men som kunde sättas igång på nytt.
- Svartlå sågverk. I Svartlå hade funnits ett järnbruk som nu var nedlagt. Under bruket låg stora skogsområden hörande till flera hemman.
- Edefors, där en masugn var under uppbyggnad.
- Tio gruvor i Gällivare malmberg samt tio utmål i Ruovddevárre malmberg vid Kvikkjokk.
- Lottens areal var totalt drygt 1 300 km2.

### Råneådistrikt, lott nr 3
- Meldersteins bruk och sågverk. Till bruket hörde två hamrar, fyra härdar, knipphammare och spikhammare. Sågverket, som var nyanlagt, hade två sågramar. Till bruket hörde också Strömsunds nedlagda masugn samt flera hemman och nybyggen.
- Vitåfors stångjärnssmedja och sågverk. I smedjan fanns en hammare och två härdar. Sågverket hade två sågramar.
- Avafors masugn med tillhörande stora skogsområden.
- Lassby sågverk (1/3) med två sågramar.
- 25 inmutningar i Gällivare malmberg samt beviljade privilegier för uppförandet av en masugn vid Korpforsen och en stångjärnssmedja vid Rensundet, båda i Råneälven.
- Lottens areal var totalt drygt 2 300 km2.

## Senare tillkomna verksamheter
När Gällivareverken utbjöds på auktion 1869 hade flera av de gamla bruken och vattensågarna lagts ned. I stället hade Munksunds ångsåg tillkommit. Till bolaget hörde ett stort antal frälsehemman i kustlandet, i Kvikkjokk och i Gällivare socken. På 1870-talet, under de engelska företagsledarna, tillkom Altappens valsverk och sexramiga ångsåg.